# Medical Top Team (série télévisée)
Medical Top Team est une série télévisée sud-coréenne diffusée entre le 9 octobre et 12 décembre 2013 avec Kwon Sang-woo, Jung Ryeo-won, Ju Ji-hoon, Oh Yeon-seo et Choi Minho. Le tournage de la série a commencé en août 2013 et a été diffusée par MBC les mercredis et jeudis à 21h55 pour une durée de 20 épisodes.

## Synopsis
Le drame médical se concentre sur la vie des médecins et des infirmières membres d'une équipe médicale d'élite de l'hôpital universitaire fictif Gwang Hae.

## Distribution
Acteurs principaux
- Kwon Sang-woo : Park Tae San
- Jung Ryeo-won : Seo Joo Young
- Joo Ji-hoon : Han Seung Jae
- Oh Yeon-seo : Choi Ah Jin
- Choi Minho : Kim Sung Woo

Acteurs récurrents
- Kim Young-ae : Shin Hye-soo
- Ahn Nae-sang : Jang Yong-seop
- Park Won-sang : Jo Joon-hyuk
- Lee Hee-jin : Yoo Hye-ran
- Alex Chu : Bae Sang-kyu
- Kim Ki-bang : Jung Hoon-min
- Jo Woo-ri : Yeo Min-ji
- Kim Sung-kyum : Lee Doo-kyung
- Lee Dae-yeon : Hwang Cheol-goo
- Jo Woo-jin : Dr Lim